# كينيث فارو
كينيث فارو (بالإنجليزية: Kenneth Farrow)‏ هو لاعب كرة قدم أمريكية أمريكي، ولد في 7 مارس 1993 في هورست في الولايات المتحدة.

## وصلات خارجية
- كينيث فارو على موقع مرجع كرة القدم المحترفة.كوم (الإنجليزية)
- كينيث فارو على موقع كلية كرة القدم في سبورتس رفرنس.كوم (الإنجليزية)